# Evippe
Evippe is een geslacht van vlinders van de familie tastermotten (Gelechiidae).

## Soorten
- E. abdita Braun, 1925
- E. aequorea (Meyrick, 1917)
- E. albidorsella (Snellen, 1884)
- E. aulonota (Meyrick, 1917)
- E. conjugella (Caradja, 1920)
- E. evippella (Forbes, 1931)
- E. haberlandi Amsel, 1961
- E. kuznetzovi Lvovsky & Piskunov, 1989
- E. laudatella (Walsingham, 1907)
- E. leuconota (Zeller, 1873)
- E. lunaki (Rebel, 1940)
- E. omphalopa (Meyrick, 1917)
- E. penicillata Amsel, 1961
- E. plumata (Meyrick, 1917)
- E. prunifoliella Chambers, 1873
- E. pseudolella (Christoph, 1888)
- E. syrictis (Meyrick, 1936)